# Kleinbahn
De Firma Kleinbahn, mechanische Werkstätte - Spielwarenerzeugung Ing. Erich Klein is een Oostenrijkse fabrikant van modelspoor in de schaal H0. Oorspronkelijk gestart in 1947 werd het bedrijf opgedeeld in de Firma Kleinbahn en Klein Modellbahn GesmbH.